# Organic Maps
Organic Maps 是一款使用 OpenStreetMap 地图数据的免费开源离线导航应用程序。该应用程序通过下载地图离线使用，可在没有互联网连接的情况下运行。有机地图 "注重隐私，不会跟踪用户位置或收集个人数据[1][2][3][4]。

## 功能
隐私
有机地图优先考虑用户隐私，不收集个人数据或跟踪用户位置[1][2]。
离线地图
有机地图允许用户提前下载地图，完全实现离线功能。下载地图后，导航、搜索和路线规划都不需要互联网连接。该应用程序提供离线世界地图，包括自行车路线、远足路径、步行路径、等高线、海拔剖面、山峰和斜坡[3][4]。
低电池消耗
该应用程序旨在优化导航过程中的电池使用量[5]。
导航
有机地图可为各种活动提供导航，包括徒步旅行、骑自行车、驾车和公共交通。它支持语音导航的逐向导航，允许用户在地图上搜索信息并添加书签[5]。

## OpenStreetMap 数据
有机地图与 OpenStreetMap 项目整合，利用其众包地图数据。该应用包括一个应用内编辑器，允许用户为地图提供更新，如企业和地标。

## 历史
有机地图由 Roman Tsisyk 创立，Alexander Borsuk 和 Viktor Govako 随后加入。2011 年，MapsWithMe 推出（后更名为 Maps.Me），并于 2015 年开源。2021 年，Maps.Me 代码库被用于创建 “有机地图”，重点关注隐私、性能和社区。2021 年 6 月，“有机地图 ”首次在应用商店公开发布。

## 外部連結
- 官方网站
- F-Droid资源库上的AndroidOrganic Maps